# Santiago Sasiain
Santiago Luis Sasiain González (* 28. Mai 1996) ist ein paraguayischer Leichtathlet, der sich auf den Hammerwurf spezialisiert hat und in dieser Disziplin Inhaber des paraguayischen Landesrekordes ist.

## Sportliche Laufbahn
Erste internationale Erfahrungen sammelte Santiago Sasiain im Jahr 2012, als er bei den Jugendsüdamerikameisterschaften in Mendoza mit einer Weite von 63,83 m mit dem leichteren 5-kg-Hammer den sechsten Platz belegte. Im Jahr darauf gelangte er bei den Juniorensüdamerikameisterschaften in Resistencia mit 53,26 m auf Rang zehn mit der 6-kg-Kugel. 2017 stellte er mit 58,16 m einen neuen Landesrekord auf und 2022 nahm er an den Südamerikaspielen im heimischen Asunción teil und belegte dort mit 56,63 m den fünften Platz.